# 博博舍沃

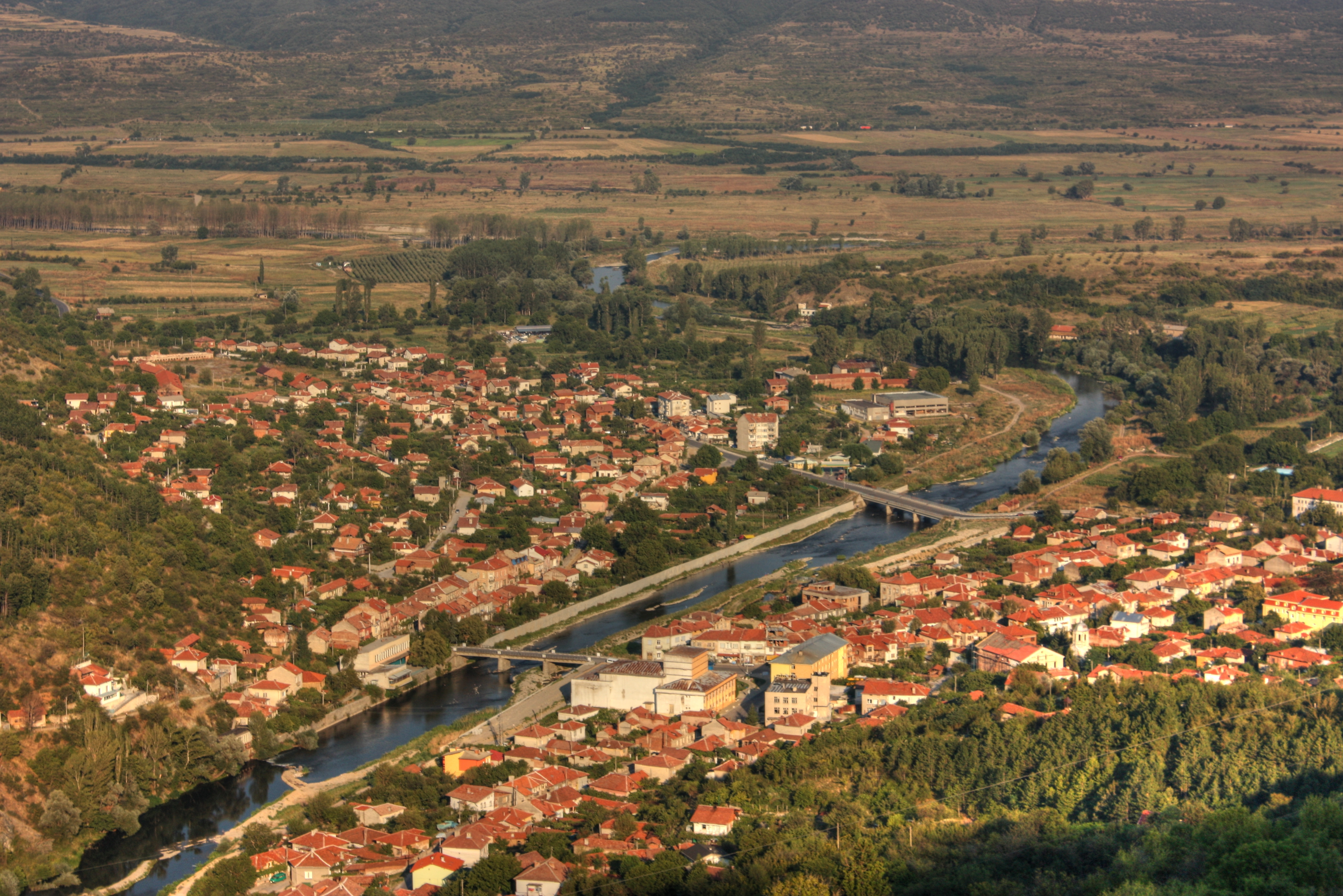

博博舍沃是保加利亞的城鎮，位於該國西南部，距離首府丘斯滕迪爾40公里，由丘斯滕迪爾州負責管轄，面積22.93平方公里，海拔高度386米，受大陸性氣候影響，2010年人口1,370，居民主要信奉東正教。